# Carl Stål
Carl Stål est un entomologiste suédois, né le 21 mars 1833 au château de Karlberg (Stockholm) et mort le 13 juin 1878 à Trösundavik près de Stockholm.

## Biographie
Il s’inscrit à l’université d'Uppsala en 1853 où il étudie la médecine. Il complète ses études à l’université de Iéna où il obtient son doctorat en 1859. Il devient alors l’assistant de Karl Henrik Boheman (1796-1868) au muséum d’histoire naturelle de Suède. En 1867, il devient conservateur avec le titre de professeur.
Il voyage en Suède et à travers l’Europe et étudie notamment la collection de Johan Christian Fabricius (1745-1808) à Kiel. Autorité mondiale en matière d’hémiptères, il s’intéresse également aux orthoptères, aux coléoptères et aux hyménoptères.
Stål est notamment l’auteur de Hemiptera Africana (1864-1864), Hemiptera Fabriciana (1868-1869), Enumeratio Hemipterorum (de 1870 à 1876), Recensio Orthopterorum (trois volumes, de 1873 à 1876), Observations orthoptérologiques (de 1875 à 1878). Il étudie notamment les insectes rapportés par l’expédition suédoise à bord de l’Eugenie, notamment en Californie. Ses collections sont conservées au Muséum de Stockholm.